# 369010 Ira
369010 Ira è un asteroide della fascia principale. Scoperto nel 2007, presenta un'orbita caratterizzata da un semiasse maggiore pari a 3,1449391 au e da un'eccentricità di 0,3164959, inclinata di 20,47642° rispetto all'eclittica.